# Look Me in the Heart
Look Me in the Heart è un singolo della cantante statunitense naturalizzata Svizzera Tina Turner, pubblicato nel 1990 ed estratto dall'album Foreign Affair.
Gli autori sono Billy Steinberg e Tom Kelly.

## Tracce
Singolo 7"
1. Look Me in the Heart
2. Steel Claw (live)